# Salvatore Gionta
Salvatore Gionta (Formia, 22 december 1930 – Rome, 28 juli 2025) was een Italiaans waterpolospeler.
Salvatore Gionta nam als waterpoloër tweemaal deel aan de Olympische Spelen; in 1952 en 1960. In 1952 maakte hij deel uit van het Italiaanse team dat het brons wist te veroveren. Hij speelde twee wedstrijden. In 1960 veroverde Italië het goud. Gionta speelde twee wedstrijden en scoorde twee goals.
Gionta overleed op 94-jarige leeftijd. 
Ermenegildo Arena · 
Lucio Ceccarini · 
Raffaello Gambino · 
Salvatore Gionta · 
Maurizio Mannelli · 
Geminio Ognio · 
Carlo Peretti · 
Vincenzo Polito · 
Cesare Rubini · 
Renato De Sanzuane · 
Renato Traiola
Amedeo Ambron · 
Danio Bardi · 
Giuseppe D'Altrui · 
Salvatore Gionta · 
Giancarlo Guerrini · 
Franco Lavoratori · 
Gianni Lonzi · 
Luigi Mannelli · 
Eraldo Pizzo · 
Rosario Parmegiani · 
Dante Rossi · 
Brunello Spinelli